# Nuevo Poblado el Caracol
Nuevo Poblado el Caracol är en ort i Mexiko.   Den ligger i kommunen General Heliodoro Castillo och delstaten Guerrero, i den södra delen av landet, 190 km sydväst om huvudstaden Mexico City. Nuevo Poblado el Caracol ligger 386 meter över havet och antalet invånare är 511.
Terrängen runt Nuevo Poblado el Caracol är huvudsakligen kuperad, men norrut är den bergig. Nuevo Poblado el Caracol ligger nere i en dal som går i öst-västlig riktning. Runt Nuevo Poblado el Caracol är det glesbefolkat, med 20 invånare per kvadratkilometer. Närmaste större samhälle är Tlacotepec, 19,3 km söder om Nuevo Poblado el Caracol. I omgivningarna runt Nuevo Poblado el Caracol växer huvudsakligen savannskog.